# 富蘭克林頓 (北卡羅萊納州)
富蘭克林頓（英語：Franklinton）是一個位於美國北卡羅萊納州富蘭克林縣的城鎮。

## 人口
根據2020年美國人口普查的數據，富蘭克林頓的面積為4.52平方千米，當中陸地面積為4.50平方千米，而水域面積為0.02平方千米。當地共有人口2456人，而人口密度為每平方千米543人。